# Факультет інформаційно-аналітичних технологій та менеджменту Харківського національного університету радіоелектроніки
Факультет інформаційно-аналітичних технологій та менеджменту — структурний підрозділ Харківського національного університету радіоелектроніки, що покликаний провадити підготовку спеціалістів з таких галузей як прикладна математика, системний аналіз тощо.

## Історія
Факультет був заснований 1995 року і до 2017 року мав назву факультету прикладної математики.

## Навчальна робота
На факультеті працюють близько 100 співробітників і навчається понад 600 студентів. Також функціює низка лабораторій різного спрямування.
На факультеті навчають бакалаврів та магістрів за п'ятьма спеціальностями:
- прикладна математика;
- системний аналіз;
- комп'ютерні науки;
- економіка;
- менеджмент (для магістрів)[1].

Деканом факультету є професор кафедри вищої математики, IEEE Senior Member, доктор фізико-математичних наук, професор Володимир Олексійович Дорошенко.

## Кафедри
На базі факультету функціюють такі кафедри як:
- інформатики;
- прикладної математики;
- вищої математики;
- економічної кібернетики та управління економічною безпекою;
- соціальної інформатики;

### Кафедра інформатики
Кафедра інформатики здійснює підготовку студентів та аспірантів з такої спеціальності як комп'ютерні науки.
Кафедра покликана:
- навчити сучасним мовам та технології програмування;
- розробці інформаційних й інтелектуальних систем;
- математичному та комп'ютерному моделюванню процесів і систем;
- прогнозуванню;
- оптимізації;
- системному аналізу та прийняття рішень[2].

Закцентовано увагу на поєднанні математичної підготовки студентів зі знаннями в галузі інформаційних технологій, а також профільним напрямком наукових досліджень: обробки, аналізу складних багатовимірних даних та машинного навчання.
Кафедра є провідною в галузі обробки, нормалізації та розпізнавання зображень. Цей напрям заснований та продовжує розвиватися завдяки завідуюч кафедри інформатики, доктором технічних наук професором Путятіним Євгенієм Петровичем.
Співробітниками кафедри проводяться науково-дослідні роботи та науково-методичні семінари, відбувається підтримка міжнародних зв'язків тощо.
Завідувачем кафедри інформатики є доктор технічних наук, професор Є. П. Путятін.
На базі кафедри працює навчально-наукова лабораторія «Розпізнавання, аналіз та оброблення даних у системах комп'ютерного зору»

### Кафедра прикладної математики
На базі кафедри готують бакалаврів, магістрів та докторів наук зі спеціальностей:
- прикладна математика;
- системний аналіз.

Науковими напрямами кафедри є:
- математичне та комп'ютерне моделювання;
- чисельний аналіз;
- багатокритеріальна оптимізація;
- теорія прийняття рішень;
- мережеві інформаційні технології.

На базі кафедри діє науково-дослідна лабораторія «Моделювання стохастичних процесів» під керівництвом завідувача кафедрою.
Кафедра співпрацює з університетами Європи у тому числі у межах роботи міжнародної спільноти ITHEA (під керівництвом Л. О. Кіріченко). Було укладено договір з університетом Вакса (Швеція), спільно з Дрезденським технічним університетом кафедра бере участь у конкурсі на одержання гранту на підготовку рукопису спільного підручника «Методи оптимізації».
Завідувачем кафедри є професор, доктор технічних наук А. Д. Тевяшев.

### Кафедра вищої математики
На кафедрі проводиться підготовка за загальним курсом вищої математики на всіх спеціальностях університету.
На базі кафедри розробляються такі наукові напрями:
- побудова алгоритмів розв'язання початково-крайових задач нестаціонарної електродинаміки;
- математичне моделювання задач розв'язання збудження широкосмугових та надширокосмугових незамкнених та неоднорідних антен;
- алгебраїчні структури, мультиалгебраїчні системи та їх застосування при моделюванні процесів факторизації;
- стаціонарні та нестаціонарні плазмони, їх збудження та застосування.

Завідувачем кафедри є доктор фізико-математичних наук, професор О. Г. Нерух.

### Кафедра економічної кібернетики та управління економічною безпекою
Кафедра була створена 28 жовтня 1996 року і мала назву «Економіки та менеджменту», у 2003 році назва була змінена на кафедру економічної кібернетики.
На кафедрі економічної кібернетики проводиться підготовка за спеціальностями:
- економіка (для бакалаврів та магістрів);
- менеджмент (для магістрів).

Науковими напрямами кафедрами є:
- моделювання економічних процесів в інфраструктурних галузях;
- адаптація підприємств до невизначеності бізнес-середовища;
- інноваційно-інвестиційні механізми функціонування підприємств;
- інформаційне забезпечення діяльності суб'єктів господарювання;
- механізми нагромадження соціального та інтелектуального капіталу;
- активізація інноваційної діяльності підприємств;
- формування інформаційного середовища в економічних системах".

На кафедрі працюють три наукові лабораторії:
- Навчально-наукова лабораторія «Моделювання економічних процесів в інфраструктурних галузях»[11];
- Навчальна лабораторія Економічної кібернетики[12];
- Спеціалізована навчальна лабораторія Управління фінансово-економічною безпекою[13].

На базі кафедри працюють дві наукові школи:
- «Моделювання економічних процесів в умовах реформування інфраструктурних галузей»;
- «Організаційно-економічне забезпечення адаптації промислових підприємств до невизначеності бізнес-середовища».

Завідувачем кафедри є доктор економічних наук, доцент Т. В. Полозова.

### Кафедра соціальної інформатики
Кафедра була заснована 2003 року та готує аналітиків консолідованої інформації.
На базі кафедри діє наукова школа кафедри — «Ноосферні методології та технології вирішення проблем управління знаннями та конкурентної розвідки».
Кафедра співпрацює з різними університетами Європи. Підписані договори з 4 університетами:
- Університет Хасселта (Бельгія);
- Інститут математики та інформатики Болгарської Академії наук;
- Університет м. Стокгольма (Швеція);
- Університет Айн-Шамс (Єгипт).

Завідувачем кафедри є доктор технічних наук, професор К. О. Соловйова.

## Декани факультету
Упродовж існування факультет очолювали:
- 1995—2006 — Л. Й. Шкляров
- 2006 — В. О. Дорошенко

## Міжнародна співпраця
Студенти, що навчаються на факультеті інформаційно-аналітичних технологій та менеджменту проходять стажування в університетах таких країн як:
- Франція;
- Німеччина;
- Швеція;
- США[1].